# Chimarra zagroensis
Chimarra zagroensis är en nattsländeart som beskrevs av Pavel Chvojka 1996. Chimarra zagroensis ingår i släktet Chimarra och familjen stengömmenattsländor. Inga underarter finns listade i Catalogue of Life.